# Discovery Civilization
Discovery Civilization foi um canal de televisão por cabo e satélite. Nasceu nos Estados Unidos e logo de seguida passou a ser emitido na Europa. Desaparece nestes mercados, sendo substituído nos Estados Unidos por Discovery Times (agora Investigation Discovery) e no velho continente por distintas versões do Discovery World (Europa do leste), Discovery Knowledge, agora Discovery History (no Reino Unido), só na América Latina, Espanha e Portugal se manteve o nome original.
Apresentava programas de produção do Discovery Channel e de produção própria, relacionados com eventos históricos e recriações com entrevistas a testemunhas e biografias de personagens, frequentemente com observações e explicações a cargo de historiadores. O canal está disponível em todos os países da América Latina e Ibérica.
Foi extinto no Brasil em 5 de novembro de 2019. Em seu lugar foi adicionado nas operadoras de TV por assinatura o canal o HGTV, que tem como foco programas e realitys de reformas e melhorias de casa. O canal é a mais nova aposta da Discovery na América Latina.

## História
O canal foi criado como parte do pacote digital de Discovery Networks para complementar a programação cultural do Discovery Channel. No ano de 2010, foi estreado um novo logo na versão latinoamericana, mudando radicalmente o desenho para um mais simplista, passando de um com cor de café a outro de cor negra sem nenhum desenho ou imagem ao seu redor só com o nome Civilization e o logo de Discovery na parte superior. A finais de 2010, o sinal hispano-luso também muda o logo.

## Difusão
É o único canal dedicado 100% à história, devido a que o History/Canal de História mudou a sua programação a uma mais orientada aos realities e história moderna. Encontra-se geralmente em operadores que contam com sistemas digitais e oferecem-se em planos superiores ou como premium.
Oferece uma experiencia de programação de todo o mundo. Discovery Civilization apresenta uma rica e colorida seleção de programas de alta qualidade feitos em todo o mundo (principalmente nos Estados Unidos e no Reino Unido), com diferentes géneros e temáticas.

### Portugal e Espanha
A versão do Discovery Civilization transmitida para Portugal e Espanha era produzida a partir da América Latina mas embora fosse destinada para estes dois países europeus, o seu sinal era transmitido em 4:3 SD, sendo a par do Discovery Science dos pouquíssimos canais a transmitir neste formato obsoleto. Em 31 de julho de 2015, o canal foi descontinuado na Espanha. Em 11 de novembro do mesmo ano, o canal foi descontinuado em Portugal.